# Яновиці-Великі
Яновиці-Великі (пол. Janowice Wielkie, нім. Jannowitz) — село в Польщі, у гміні Яновиці-Великі Єленьоґурського повіту Нижньосілезького воєводства.
Населення — 2194 особи (2011).
У 1975-1998 роках село належало до Єленьоґурського воєводства.

## Демографія
Демографічна структура станом на 31 березня 2011 року:
|          | Загалом | Допрацездатний вік | Працездатний вік | Постпрацездатний вік |
| -------- | ------- | ------------------ | ---------------- | -------------------- |
| Чоловіки | 1109    | 164                | 833              | 112                  |
| Жінки    | 1085    | 170                | 644              | 271                  |
| Разом    | 2194    | 334                | 1477             | 383                  |